# عبد المنعم المحجوب
عبد المنعم المحجوب عبد المنعم المحجوب (سنة 1963) باحث ولغوي ومفكر من ليبيا بدأ النشر مع مطلع ثمانينيات القرن الماضي، وتتنوّع إسهاماته بين الفلسفة والتاريخ واللغة والنقد الأدبي والترجمة، وله مجموعات شعرية ونصوص أدبية أخرى.
وُلد الدكتور عبد المنعم المحجوب بصرمان شرق مدينة صبراتة الأثرية غرب ليبيا عام 1963 م. درس الإدارة الصناعية بجامعة جورج براون George Brown College بتورنتو بكندا في مطلع شبابه، ثم انقطع عن التعليم لمدة ثلاث سنوات متفرغاً لدراسة اللغة العربية والقرآن، وعاد إلى الدراسة الجامعية بعد ذلك متفرغاً لدراسة الفلسفة، وحصل على ماجستير فلسفة، كلية الآداب، جامعة الحسن بالمملكة المغربية، ونال بعد ذلك دكتوراه فلسفة، عن دراسة نظرية الثقافة وفنون التواصل عام 1999م.

## نظرية الجذور السومرية
يرى عبد المنعم المحجوب أنه يواصل تصحيح وهم أكاديميّ لدى علماء اللغة استمر لأكثر من مائة سنة مفاده الاعتقاد بأن اللغة السومرية التي نشأت على ضفاف الرافدين كانت لغة معزولة لم يمتد تأثيرها إلى صياغة لغات العالم وتصوراته، لكنه وبعد جهد علمي شاق دام أكثر من عشر سنوات، أصدر كتابه ما قبل اللغة.. الجذور السومرية للغة العربية واللغات الأفروآسيوية ليعارض ما ترسخ في الأذهان قائلاً أن السومرية هي الحالة الجنينية للغة العربية واللغات الأفروآسيوية، وان الكيان الأفروآسيوي (الوطن العربي) متجذّر في التاريخ إلى نحو 12 ألف سنة، وقد سعى من خلال الكتب التي أصدرها لاحقاً إلى دعم الفرضيات النظرية التي تضمنها كتابه الأم.
قام المؤلف بتتبّع واستظهار التغيرات الصوتية (الفونيطيقية) التي أصابت سلسلة الألسن الأفروآسيوية، باللجوء إلى مقارنة أساسية بين السومرية والعربية. وقد وجد أن التداخل السومري ـ الأكدي، يتجاوز في الحقيقة ما عُرف من استخدام مشترك لعدد من المفردات، شاع أنه كان نتاجاً لتمثيل اللغتين بالخط المسماري نفسه، يتجاوز ذلك إلى صلة وثيقة تتبدّى فيها المقاطع السومرية كطبقة لغوية مضمّنة Substratum في الأكدية والعربية، وقد خلص إلى أن الضمائم اللغويّة الأفروآسيوية متحدّرة من السومرية، وإن المقاطع السومرية المفردة والمثنّاة متوطّنة قارّة في الأكدية والعربية والمصريّة.. وغيرها من بقية لغات الفروع والضمائم الأفروآسيوية، ولهجاتها المحكيّة.
وقدم الباحث مئات من الأمثلة التطبيقية لإثبات فرضيته المثيرة للجدل هذه، يقول في مقدمة له بعنوان «هذه الحفريات»: «إن المنجز الاستشراقي فذّ في حدّ ذاته، وقد استغرقت الخلاصات المعروفة جيداً في الوقت الحالي، والمنتشرة بما يجعلها أقرب إلى المصنفات المدرسية، عقوداً طويلة من الجهد المضني والبحث الدؤوب بدءا من أواخر القرن التاسع عشر، عندما كانت كلّ خطوة صغيرة إلى الأمام تعدّ فتحاً علمياً صاخباً. ولكن للاستشراق إلى جانب سيرته الملحميّة هذه أوضاعاً كثيرة، وبعض هذه الأوضاع ليس صحيحاً، أما فيما يتعلق بسومر وباللغة السومرية بالذات، فإنه يبدو واقفاً رأساً على عقب». (المقدمة)
من نتائج إثبات هذه الفرضية أن تحيين النشأة التاريخية للغة العربية يجب أن يبدأ من الألف الرابعة قبل الميلاد، أي منذ أن ظهرت الكتابة المسمارية لتدوين اللغة السومرية، وأن تحيين النشأة التاريخية للعرب أنفسهم يجب أن يبدأ من 12 ألف سنة، أي منذ ظهور طلائع السومريين في بلاد ما بين النهرين بعد انحسار آخر العصور الجليدية.
ولهذه المعطاة اللغوية لدى عبد المنعم المحجوب ظلالها الفلسفية إذ يرى أن الملحمة السومرية هي التي أنتجت الحكمة الكلدانية وهي التي أنتجت مفهوم اللوغوس الذي سينقلب لاحقاً ضد الشرق بعد أن يستقرّ في اليونان ويتحوّل إلى عقل خارج التاريخ، وأن الغرب الذي يدّعي وراثة اليونان قام بتحويل الفلسفة اليونانية من نتاج للشرق إلى عدو له.

## النشاط الثقافي
تميز عبد المنعم المحجوب بنشاطه الثقافي منذ 1984، متمثلاً في مساهماته الفكرية والأدبية ومشاركته في الفعاليات التي أقامتها المؤسسات والمراكز العلمية الليبية والعربية: 
- أسّس صحيفة الجديد الثقافية ورأس تحريرها (طرابلس، 1986 - 1988).
- أسس ورأس تحرير مجلة فضاءات الشهرية للفكر والثقافة والنقد الصادرة عن دار الأصالة والمعاصرة برعاية المركز العالمي لدراسات وأبحاث الكتاب الأخضر (2002 – 2010).[2]
- منسق حلقة اللسانيات الأفروآسيوية (2005 – 2010).
- رئيس لجنة إدارة دار الأصالة والمعاصرة للنشر (2005 – 2010).
- مستشار تحرير صحيفة الشورى (2011).[3]
- مستشار عام جمعية الفكر الدستوري (2011 – مستمر).
- رئيس تحرير مجلة لسان العرب (2012 - مستمر).[4]
- مستشار تحرير مجلة شؤون دولية (2013 - مستمر).[5]

## الجوائز
- حصل على جائزة الدولة (2010) بترشيح من مجمع اللغة العربية الليبي عن كتابه ما قبل اللغة.. الجذور السومرية للغة العربية واللغات الأفروآسيوية.
- منحته جمعية الفكر الدستوري (2012) وسام الوطن تقديراً لما بذله من نشاط لنشر ثقافة الديمقراطية والعمل السياسي السلمي ونبذ العنف واحترامه لثقافات المكونات الاجتماعية الليبية ودفاعه القوي على الانتماء العربي القومي.

## المؤلفات
له العديد من المؤلفات في الفلسفة واللغة والتاريخ والأدب، منها:
أولاًالدراسات
- الراهنية والتأويل (2): سؤال الكيان، كتاب المستقل، القاهرة، ط1، أبريل 2015.[6]
- قراءات في السلم والحرب، كتاب المستقل، القاهرة، ط1، يناير 2015.[7]
- أصوات بابل، قراءة جديدة في اللغات العاربة، دار تانيت (المغرب العربي)، ط1، 2014.
- كتاب التبو.. الهوية، اللغة، والتاريخ المجهول، دار تانيت (المغرب العربي)، ط1، 2013.
- فتنة الورّاق.. من تراث نقد الفكر الديني في القرن الثالث الهجري، مركز ليبيا الوطن، طرابلس، 2013.
- معجم تانيت، دار الكتب العلمية، بيروت، ط1، 2013.
- ما قبل اللغة.. الجذور السومرية للغة العربية واللغات الأفروآسيوية، دار الكتب العلمية – بيروت، ط2، 2013. ودار تانيت (المغرب العربي)، ط1، 2008.
- رحلة حنّون.. والطواف حول الأرجاء الليبية وراء أعمدة هرقل، دار تانيت (المغرب العربي)، ط1، 2012.
- الكتاب الأرجواني.. تأملات في تاريخ قرطاج الثقافي، دار الفارابي، بيروت، ط1، 2010.
- ممكنات الديمقراطية في ظل التنوع الإثني والثقافي في إفريقيا، دار الأصالة والمعاصرة، طرابلس، ط1، 2010.
- كانط.. من أجل سلام أبدي.. مسودة فلسفية، ترجمة صدرت عن دار الأصالة والمعاصرة، طرابلس، ط1، 2010.
- القصور الديمقراطي، سلسلة كتاب فضاءات، طرابلس، 2005.
- راهنيّة التأويل (1): ورثة اللوغوس، المركز العالمي لدراسات وأبحاث الكتاب الأخضر، طرابلس، ط1، 2004.
- ما وراء الغرب.. بصدد الذات والآخر والثقافة، سلسلة كتاب فضاءات، طرابلس، 2003.
- مجتمع لا دولة، المنشأة العامة للنشر والتوزيع، طرابلس، ط1، 1987.

كما يعمل منذ 2010 على إعداد كتاب التجريد، وهو معجم لغوي تأثيلي شامل، ويعدّ تطبيقاً لنظريته اللغوية التي ضمّنها كتابه «ما قبل اللغة».
ثانياًباللغة الإنجليزية
- Uncharted Ethnicities - Tebu People: Their Identity, Language, and Lost History. Tebu Studies Centre, Tripoli, 2014.

ثالثاًإصدارات مشتركة
- التحركات البشرية والهجرات اليمانية إلى الشام وشرق وشمال إفريقيا قبل الإسلام وبعد ظهوره. مع د. علي فهمي خشيم، د. محمد علي مسعود، وآخرين، المركز العالمي لدراسات وأبحاث الكتاب الأخضر، طرابلس. جامعة محمد الخامس، الرباط، المغرب. مركز الدراسات الاستراتيجية، دمشق، ط1، 2001.
- شعرية النظر، (مع الفنان التشكيلي علي الزويك) مركز ليبيا الوطن، طرابلس، 2013.

رابعاًكتب صدرت عنه
- عبد المنعم المحجوب.. السومري الأخير، حوار معه أجراه وليد الزريبي، الشركة التونسية للطباعة والنشر، تونس، ط1، 2009.
- متن التضاد.. جدل الظاهر والمضمر في كتاب الوهم للشاعر عبد المنعم المحجوب، تأليف: محمد الزيات، مجلس الثقافة العام، طرابلس، ط1، 2008.